# Jevgenia Lalenkova
Jevgenia Michailovna Lalenkova (Russisch: Евге́ния Миха́йловна Лаленко́ва) (Tsjerepovets, 8 september 1990) is een Russische langebaanschaatsster. De afstanden die ze het best beheerst zijn de 1500 meter en de lange afstanden, 3000 en 5000 meter. Eerder in haar carrière (tot 2014) reed ze onder haar geboortenaam Jevgenia Dmitrijeva. De naamswijziging is een gevolg van haar huwelijk met de voormalige Russische schaatser Jevgeni Lalenkov met wie ze al tijdens haar carrière een dochter kreeg.

## Carrière
Dmitrijeva nam tweemaal deel aan een wereldkampioenschap voor junioren, in 2009 reed ze enkel de 1500 meter, waarop ze zesentwintigste werd. In 2010 eindigde ze op een tiende plaats in het allroundtoernooi en was haar beste afstandspositie een vijfde plek op de 1500 meter.
In het seizoen 2010/2011, haar eerste volledige seniorenjaar, debuteerde Dmitrijeva in de wereldbeker. Ze reed dit seizoen bijna alleen maar in de B-groep, wat leidde tot een drieëntwintigste plek op de 1000 meter in de eindrangschikking als beste prestatie. Ook nam ze in dit seizoen deel aan de wereldkampioenschappen afstanden, individueel reed Dmitrijeva alleen de 1000 meter, waarop ze tweeëntwintigste werd. Op de ploegenachtervolging eindigde ze, met Jekaterina Lobysjeva en Jekaterina Sjichova, op de zesde plaats.
In het seizoen 2011/2012 liet ze, internationaal, wat meer van zich spreken, als vaste deelneemster in de A-groep van de wereldbeker. Haar beste presentaties dat seizoen in de wereldbeker waren een zesde plaats op de 3000 meter in Astana en op de 1500 meter in Heerenveen. Bij de wereldkampioenschappen afstanden 2012 eindigde Dmitrijeva op de 3000 meter op de zevende plaats en werd ze veertiende op de 5000 meter. Verder reed ze allemaal persoonlijke records, waardoor ze anno januari 2012 op een tweeënzestigste op de Adelskalender stond.
Bij de nationale allroundkampioenschappen van 2014 werd ze tweede en in 2017 en 2018 werd ze kampioene. In het seizoen 2015/2016 reed Lalenkova onder meer het wereldkampioenschap massastart en werd daar negende.
Lalenkova nam niet deel aan het WK Allround in 2022, omdat deelname door ISU werd verboden. Dit als onderdeel van sancties tegen Rusland en Wit-Rusland na de Russische invasie van Oekraïne. Lalenkova nam wel deel aan de Russia Cup waar ze op 17 november 2022 een baanrecord reed in Sint-Petersburg op de 3000 meter in 4.21,97.

## Persoonlijke records
| Afstand    | Tijd    | Datum            | Baan           |
| ---------- | ------- | ---------------- | -------------- |
| 500 meter  | 39,29   | 29 februari 2020 | Hamar          |
| 1000 meter | 1.16,75 | 25 december 2020 | Kolomna        |
| 1500 meter | 1.51,13 | 16 februari 2020 | Salt Lake City |
| 3000 meter | 3.55,81 | 13 februari 2020 | Salt Lake City |
| 5000 meter | 7.05,20 | 1 maart 2020     | Hamar          |

## Resultaten
| Jaar | EK Allround        | WK Allround          | WK afstanden                        | Olympische Spelen                  | Wereldbeker                                  | WK junioren                                                                 |
| ---- | ------------------ | -------------------- | ----------------------------------- | ---------------------------------- | -------------------------------------------- | --------------------------------------------------------------------------- |
| 2009 |                    |                      |                                     |                                    |                                              | 26e 1500m                                                                   |
| 2010 |                    |                      |                                     |                                    |                                              | 13e 1000m 05e 1500m 11e 3000m 10e allround (14, 5, 10, 9) 05e achtervolging |
| 2011 |                    |                      | 22e 1000m 06e achtervolging         |                                    | 00p 500m 23e 1000m 36e 1500m                 |                                                                             |
| 2012 |                    |                      | 07e 3000m 14e 5000m                 |                                    | 42e 1000m 15e 1500m 10e 3k/5k 15e massastart |                                                                             |
| 2013 |                    | 6e (8, 6, 8, 7)      | 11e 3000m                           |                                    | 27e 1500m 12e 3k/5k                          |                                                                             |
| 2014 | NC11 (5, 11, 9, -) | NC14 (16, 14, 14, -) |                                     |                                    | 49e 1000m 29e 1500m 37e 3k/5k                |                                                                             |
|      |                    |                      |                                     |                                    |                                              |                                                                             |
| 2016 |                    |                      | 9e massastart                       |                                    |                                              |                                                                             |
|      |                    |                      |                                     |                                    |                                              |                                                                             |
| 2018 |                    | NC10 (15, 8, 10, -)  |                                     |                                    | 31e 1500m 50e 3k/5k                          |                                                                             |
| 2019 | 7e (7, 6, 6, 5)    | NC12 (14, 13, 8, -)  |                                     |                                    | 7e 1500m 8e 3k/5k                            |                                                                             |
| 2020 |                    | 6e · (9, 9, , 5)     | 1500m · 4e 3000m · 4e achtervolging |                                    | 1500m · 6e 3k/5k                             |                                                                             |
| 2021 | 8e · (9, 7, , 8)   |                      | 1500m · 10e 3000m · achtervolging   |                                    | 4e 1500m 10e 3k/5k                           |                                                                             |
| 2022 |                    |                      |                                     | 9e1500m 10e 3000m 4e achtervolging | 26e 1500m 18e 3k/5k                          |                                                                             |

(#, #, #, #) = afstandspositie op juniorentoernooi (500m, 1500m, 1000m, 3000m).
- = geen deelname
0p = wel deelgenomen, maar geen punten behaald.